# Tropska grmljavina
Tropska grmljavina (eng. Tropic Thunder) američka je akcijska komedija redatelja Bena Stillera iz 2008. čiji scenarij potpisuju Stiller, Justin Theroux i Etan Coen. U glavnim se ulogama pojavljuju Stiller, Jack Black i Robert Downey, Jr. kao trojica umišljenih glumaca koji snimaju film o Vijetnamskom ratu nakon što ih njihovi isfrustrirani scenarist i redatelj odluče ostaviti usred džungle, prisilivši ih da odigraju svoje uloge bez komfora filmskog seta.
Stiller je smislio ideju za film još dok je nastupao u maloj ulozi u Carstvu sunca (1987.), a kasnije ju je predstavio Therouxu i Coenu u namjeri da mu pomognu da završi scenarij. Nakon što je film 2006. dobio zeleno svjetlo, snimanje se odvijalo 2007. na havajskom otoku Kauai: trajalo je 13 tjedana, a smatra se najvećom filmskom produkcijom u povijesti otoka. Tropsku grmljavinu pratila je ogromna marketinška promocija, uključujući objavljivanje lažnih internetskih stranica za likove, lažne filmove i proizvode prikazane u filmu.
Objavljen 13. kolovoza 2008. u Sjedinjenim Državama, zaradio je uglavnom dobre recenzije: na Rotten Tomatoesu je 83 posto pregledanih recenzija bilo pozitivno, a na Metacriticu 71. U prvom vikendu prikazivanja zaradio je 26 milijuna dolara, a zadržao je prvu poziciju još tri tjedna nakon premijere. Prije objavljivanja na kućnim medijima 18. studenog 2008., film je u svijetu zaradio ukupno 180 milijuna dolara.

## Radnja
Tijekom snimanja memoara Tropska grmljavina Johna "Četiri latice" Taybacka, zvijezde filma - islužena akcijska zvijezda Tugg Speedman, peterostruki dobitnik Oscara i metodični glumac Kirk Lazarus, reper Alpa Chino i komičar narkoman Jeff Portnoy - ponašaju se nerazumno (uz iznimku novopečenog karakternog glumca Kevina Sanduskyja). Produkcija gotovo uopće ne napreduje: redatelj novak Damien Cockburn ne uspijeva kontrolirati glumce tijekom snimanja velike ratne scene, a kamere uopće nisu zabilježile eksploziju vrijednu četiri milijuna dolara, dok produkcija navodno kasni mjesec dana nakon samo pet dana snimanja; mediji produkciju na kraju nazivaju "najskupljim ratnim filmom nikad snimljenim". Šef studija Les Grossman naređuje Cockburnu da preuzme kontrolu nad produkcijom inače će biti prekinuta.
Vodeći se Taybackovim savjetom, Cockburn ostavlja razmažene glumce usred džungle, gdje je postavio mnoge skrivene kamere i eksplozive za specijalne efekte što bi mu trebalo omogućiti da snimi film na "gerilski način". Glumci imaju samo kartu i popis scena koji bi ih trebali odvesti do helikoptera koji ih čeka na kraju rute kroz džunglu. Ubrzo nakon što je skupina ostavljena, Cockburn odleti u zrak nakon što je stao na nagaznu minu koju su postavili Francuzi tijekom Prvog indokineskog rata. Speedman pokuša uvjeriti ostale glumce kako je Cockburnova smrt lažirana, ali Lazarus ostaje uvjeren da je Cockburn mrtav.
Iako to glumcima nije poznato, ostavljeni su usred Zlatnog trokuta, doma bande Plamteći zmaj koja se bavi proizvodnjom heroina. Zmajevi vjeruju kako su glumci agenti Agencije za narkotike (DEA). Nakon što Tayback i operater pirotehnike Cody Underwood pokušaju locirati mrtvog redatelja, zarobi ih banda, pri čemu se Tayback pokaže varalicom nakon što mu Underwood skine njegove prostetske kuke otkrivši sasvim zdrave ruke. U međuvremenu, glumci nastavljaju svoj put kroz prijeteću džunglu. Nakon što Lazarus i Sandusky otkriju da ih Speedman vodi u krivom smjeru, odvajaju se od njega, a Speedman nastavlja slijediti scenarij filma.
Polako silazeći s uma, Speedman padne u zarobljeništvo Plamtećih zmajeva koji ga odvode u pogon za proizvodnju heroina, za koju on isprva pomisli kako je logor za ratne zarobljenike iz scenarija. Banda ubrzo shvaća kako je on zvijezda kino hita Glupi Jack (jedinog filma kojeg imaju, na VHS-u) i prisile ga da odigra svoj lik iz filma po nekoliko puta u jednom danu. U međuvremenu, u Los Angelesu, Speedmanov agent Rick Peck pokušava pregovarati s nezainteresiranim Grossmanom o neispoštovanoj stavci iz ugovora po kojoj Speedman na setu ima pravo na TiVo. Nakon što ih kontaktiraju Plamteći zmajevi i zatraže otkupninu, Grossman počne psovati na bandu i rekne Ricku i svom pomoćniku Slolomu, koji je također prisutan, da mogu više profitirati prikupljanjem osiguranja na račun Speedmanove smrti, ponudivši čak i agentu udio u profitu zajedno s njegovim osobnim avionom.
Ostali glumci nalete na tvornicu heroina Plamtećih zmajeva. Nakon što su vidjeli kako muče Speedmana, isplaniraju prepad temeljen na scenariju filma. Lazarus se predstavi kao farmer kojeg je Jeff uhvatio na svojoj farmi, skrećući pozornost naoružanih čuvara kako bi se Chino i Sandusky mogli ušuljati u građevinu gdje se drže zarobljenici. Nakon što banda shvati nedosljednosti u Lazarusovoj priči, glumci otvore vatru na bandu, privremeno ih nadjačavši.
Portnoy, Sandusky i Lazarus pronalaze Speedmana i pokušaju pobjeći u helikopter kojeg su pronašli Underwood i Tayback. Prelaze most koji je Underwood opremio eksplozivom. Speedman ih zamoli da ostane sa svojom "obitelji", ali se ubrzo vrati sa Zmajevima za petama. Tayback detonira most taman kad se Speedman domogao sigurnosti, ali dok glumci i ekipa bježe iz džungle, banda ispali raketni projektil na helikopter. Raščupani Rick neočekivano se pojavljuje iz džungle noseći TiVo set i baci ga ispred projektila, spasivši ih.
Snimke sa skrivenih kamera postaju sastavni dio dugometražnog filma Tropic Blunder, koji postaje veliki kritički i komercijalni hit te višestruki dobitnik Oscara. Film okončava Speedmanov niz neuspjeha i on osvaja Oscar za najboljeg glavnog glumca, kojeg mu predaje prošlogodišnji dobitnik, Lazarus. Film završava s Grossmanom koji pleše na Ludacrisovu "Get Back" dok iza njega počinje odjavna špica.

## Glumci
- Ben Stiller kao Tugg Speedman: u usporedbi s mladim Sylvesterom Stalloneom,[3] on je najplaćenija i najunosnija akcijska zvijezda zbog svoje franšize Scorcher, ali se trenutno pojavljuje u nizu velikih komercijalnih katastrofa. Nakon neuspjelog pokušaja portretiranja ozbiljne uloge u Glupom Jacku, pridružuje se glumačkoj postavi Tropske grmljavine kako bi spasio karijeru.
- Robert Downey, Jr. kao Kirk Lazarus: australski metodični glumac i peterostruki dobitnik Oscara, koji se podvrgnuo kontroverznoj operaciji "izmjene pigmenta" kako bi potamnio kožu zbog portretiranja afroameričkog narednika Lincolna Osirisa. Lazarus se tijekom većeg dijela snimanja u svim okolnostima drži zadanih osobina svog lika, a govori jedino afroameričkim žargonom.
- Jack Black kao Jeff "Fats" Portnoy: komičar narkoman poznat po višestrukim ulogama i čestom puštanju vjetrova u svojim filmovima. Za Portnoya je rečeno kako portretira Chrisa Farleyja.[3]
- Brandon T. Jackson kao Alpa Chino: reper koji pokušava postati glumac. Njegovo energetsko piće "Booty Sweat" pojavljuje se nekoliko puta tijekom filma. Kasnije u filmu otkriva da je zaljubljen u stanovitog Lancea, za kojeg se u posljednjoj sceni ispostavlja da se radi o Lanceu Bassu, članu 'N Synca. Njegovo ime je igra riječima od Al Pacino.
- Jay Baruchel kao Kevin Sandusky: mladi, nepoznati glumac koji je jedini od glumačke postave pročitao scenarij i knjigu te bio na obuci u vojnom kampu prije filma. Jedini je kojeg ne muče unutarnji problemi i nesigurnost. Šala koja se provlači cijelim filmom govori kako nitko nije u stanju zapamtiti njegovo ime.
- Nick Nolte kao "John "Četiri latice" Tayback": autor Tropske grmljavine, romana po kojem se snima film u filmu, koji dolazi na ideju da izbace glumce usred džungle. Nakon što ih zarobe Plamteći zmajevi, otkriva se da ne samo da ima ruke (nosio je proteze i tvrdio da je izgubio ruke u ratu), nego da čak i nije ratni veteran.
- Tom Cruise kao Les Grossman: prosti producent koji stoji iza Tropske grmljavine.
- Danny McBride kao Cody Underwood: stručnjak za eksplozive angažiran na produkciji filma. Pomaže Taybacku i Cockburnu u ostavljanju glumaca u džungli. Idolizira Taybacka, a nakon što je otkrio kako je Tayback lagao o svojoj vojnoj službi biva razočaran i rasrđen.
- Matthew McConaughey kao Rick "Pecker" Peck: iznimno posvećeni agent Tugga Speedmana i njegov najbolji prijatelj.
- Steve Coogan kao Damien Cockburn: neiskusni britanski redatelj koji ne uspijeva kontrolirati glumce u filmu. Nakon što ih je ostavio u džungli da sami dovrše film, pogiba nakon što je stao na nagaznu minu.
- Bill Hader kao Rob Slolom: pomoćnik i desna ruka Lesa Grossmana.
- Brandon Soo Hoo kao Tran: mladi vođa Plamtećih zmajeva.
- Reggie Lee kao Byong: Tranov pomoćnik.

### Cameo pojavljivanja
U filmu postoje mnoga cameo pojavljivanja. Mnogi glumci, glumice i drugi slavni portetirali su sami sebe, a među njima su Tobey Maguire, Tyra Banks, Maria Menounos, Martin Lawrence, Jason Bateman, Lance Bass, Jennifer Love Hewitt, Sean Penn, Tom Hanks, Alicia Silverstone, The Mooney Suzuki i Jon Voight. Christine Taylor, Mini Anden, Anthony Ruivivar i Yvette Nicole Brown imali su manje uloge likova u filmu. Justin Theroux, scenarist filma, pojavio se u dvije kratke uloge, kao strijelac na helikopteru te kao DJ (koji se pojavljuje u izbačenoj sceni).

### Casting
Etan Coen osmislio je lik Lazarusa Kirka kako bi se narugao velikim pothvatima kojima pribjegavaju metodični glumci pri portretiranju uloga. Downeyja Jr. je prvo kontaktirao Stiller dok je bio na odmoru na Havajima. Downey Jr. je za The Early Show CBS-a rekao kako mu je prva reakcija bila, "To je najgluplja ideja koju sam ikad čuo!", te da je Stiller odvratio, "Da, znam - zar nije sjajna?" Prema originalnom scenariju Downeyjev je lik trebao biti Irac, ali je prepravljen kad je Downey rekao kako bi mogao bolje improvizirati kao Australac (1994. je glumio sličnog komičnog australskog lika u filmu Rođeni ubojice). Osim toga, Downeyjeva navika da ostane uživljen u svoj lik i izvan seta dodana je kao još jedna karakteristika njegovog lika. Za nanošenje šminke na Downeyja trebalo je između sat i pol do dva.
Downey je naglasio kako je svjestan eventualnih kontroverzi koje bi uloga mogla prouzročiti: "na kraju krajeva, najvažnije je kako si se dobro prilagodio liku. Da sam osjetio kako to nije moralno, ili da bi se moglo pogrešno interpretirati da sam samo C. Thomas Howell (u Soul Manu), ostao bih kući". Brandon T. Jackson, koji je portretirao Alpa China, izjavio je: "Kad sam prvi put pročitao scenarij, regairao sam otprilike: 'Što? Crno lice?' Ali kad sam ga vidio kako glumi, kako postaje crnac... Bila je to jedostavno dobra gluma. Na setu je bilo čudno jer se potpuno uživio u lik. On je metodični glumac." Stiller je također komentirao Downeyjevu izvedbu kao bijelog glumca koji glumi crnca: "Kad ljudi pogledaju film - u kontekstu filma, on glumi metodičnog glumca koji se podvrgava velikim izazovima kako bi glumio Afroamerikanca. Film se izruguje glumcima i tome kako se oni doživljavaju tako ozbiljno." Stiller je također prikazao film nekolicini afroameričkih novinara u NAACP-u, koji su reagirali pozitivno na lik.
Lesa Grossmana, producenta koji stoji iza Tropske grmljavine, utjelovio je Tom Cruise. Cruise je originalno trebao nastupiti u cameo ulozi agenta Stillerova lika. No predložio je da se u scenarij uklopi lik šefa studija. Stiller i Cruise radili su zajedno kako bi osmislili srednjovječnog muškarca koji je zahtijevao umjetne kožne dodatke, velike lažne ruke i ćelu. Stiller je namjeravao zadržati Cruiseovu ulogu debelog i ćelavog filmskog mogula kao tajnu sve do premijere filma. Osim toga, Paramount Pictures je odbio objaviti promotivne fotografije Cruiseova lika medijima kakav se pojavljuje u filmu. No, u studenom 2007., Cruiseove fotografije na kojima nosi lažnu ćelu i kožu pojavile su se u Inside Editionu, kao i na internetu. Cruiseovi odvjetnici prijetili su tužbama ako se objave fotografije Cruisea u kostimu. Glumčev predstavnik je izjavio: "Pojavljivanje g. Cruisea trebalo je biti iznenađenje za njegove obožavatelje u cijelom svijetu. Paparazzi su uništili ono što je trebalo biti zabavno otkriće za filmofile." Fotografska agencija INF, koja je prva objavila sliku, odgovorila je priopćenjem: "Iako su ove slike načinjene bez kršenja kaznenih ili građanskih zakona, odlučili smo ih smjesta povući iz naklade." Pojava i osobnost lika navodno je dijelom temeljena na Stuartu Comfeldu, producentskom partneru Bena Stillera.
Owen Wilson je trebao preuzeti ulogu agenta, ali nakon njegova pokušaja samoubojstva u kolovozu 2007., zamijenjen je Matthewom McConaugheyjem.

## Produkcija

### Scenarij
"... Mislim da je ton filma jedinstven. Mislim da postoje elementi satire, ali mislim da se ne bi trebao samo tako kategorizirati. U njemu postoje elementi parodije, ali naravno mislim da se ne radi samo o tome. Nadam se da je jedinstven i da ima mnogo poznatih stvari koje smo izvrgnuli ruglu."

Ben Stiller osmislio je premisu filma dok je 1987. snimao Carstvo sunca, u kojem je nastupio u manjoj ulozi. Stiller je htio snimiti film koji bi se temeljio na glumcima koji su se smatrali "samovažnima" nakon što bi sudjelovali u lažnim vojnim obukama kako bi se pripremili za ratne uloge. Koscenarist Theroux otkrio je kako je prvotni koncept za film bio da glumci odu u smiješni vojni kamp i vrate se s PTSP-om. Film satirizira druge filmove o Vijetnamskom ratu uključujući među ostalima Vod smrti, Apokalipsu danas, Full Metal Jacket, Hamburger Hill i Lovca na jelene. Theroux je tvrdio kako je scenarij bilo lakše napisati za gledatelje zbog povećanja informacija koje su postale dostupne o unutarnjim hollywoodskim odnosima od internetskih stranica slavnih osoba do hollywoodskih novinskih izvora.

### Snimanje
Havajski otok Kauai 2004. je prvi put izviđan kao moguća lokacija za snimanje Tropske grmljavine. Stiller je proveo više od 25 sati u šest tjedana istražujući otok, koristeći ATV-e, brodove i helikoptere. Kad je film 2006. dobio zeleno svjetlo od DreamWorksa, predprodukcija je trajala šest mjeseci, od čega je najviše vremena otpalo na izviđanje dodatnih lokacija snimanja. Iako je prvotno Južna Kalifornija predložena za snimanje, ono se odvijalo na Kauaiju, gdje Stiller ima dom. Dodatna snimanja obavljena su u Universal Studiosu u Hollywoodu. Kauai je izabran za snimanje umjesto Meksika zbog poreznih olakšica za provođenje vremena u državi koje su isposlovane u dogovoru u Filmskim odborom Kauauija.
Film je bio prva velika studijska produkcija na otoku nakon pet godina, a nakon što je snimanje dovršeno, pokazalo se kako je Tropska grmljavina bila najveća produkcija ikad snimana na otoku. Tim Ryan, izvršni urednik Hawaii Film & Video Magazinea, komentirao je snimanje na otoku: "Mislim da će Tropska grmljavina omogućiti Kauaiju prijeko potrebni i dugo priželjkivani publicitet kao produkcijskom području... Kauai ponovno treba staviti na radar potencijalnih produkcijskih područja." Pripreme za produkciju na otoku počele su u prosincu 2006., a glavno snimanje počelo je u srpnju 2007. i trajalo 13 tjedana na sedam posebnih lokacija na otoku. Mnogi od setova i most korišten u jednoj od posljednjih scena sagrađeni su u tri mjeseca. Zbog čudnovatog vremena na otoku, snimanje su često prekidali jaka kiša i problemi s grmljavinom. Na otoku je izabrano 500 mještana koji su u filmu portretirali vijetnamske seljake.
Savjetodavna tvrtka Warriors Inc. angažirana je kako bi se osigurala autentičnost ratnih scena, uključujući kostime glumaca. Bivši pripadnici američke vojske učili su vojnike kako rukovati, pucati i ponovno puniti oružje, kao i razne taktičke poteze. Uvodna ratna scena snimana je tri tjedna te je zahtijevala pedeset kaskadera.

### Efekti
Velika eksplozija napalma u uvodnoj sceni filma zahtijevala je 137 metara dug red bačvi s 4.165 litara benzina i dizela. Sva stabla palmi korištena u eksploziji premještena su na određenu lokaciju nakon što je ekipa odlučila kako je ona najpogodnija za svjetlo koje pada na kut snimanja. Zbog veličine i troškova eksplozije koja traje 1,25 sekundi, ona je izvedena samo jednom te je snimana s 12 kamera. Zbog sigurnosti ekipe i glumaca, detonatori su postavljeni jedan sat prije eksplozije, a nikome nije bio dopušten pristup u radijusu od 120 metara od eksplozije. Eksplozija se sastojala od 12 pojedinačnih detonacija, a rezultirala je gljivastim oblakom koji se vinuo 110 metara u zrak. U sceni u filmu pojavljuje se samo lik Dannyja McBridea, Cody Underwood. Sva ostala tri lika dodana su digitalnim putem. Za eksploziju mosta na kraju filma korišteno je devet kamera, a zbog sigurnosti ekipe, morali su biti udaljeni 910 metara.
Vizualne efekte iz filma kreiralo je šest tvrtki koje su radile na različitim scenama i elementima filma. Kreirale su oko 500 kadrova vizualnih efekata koji se pojavljuju u filmu, a neki su mijenjani svaki tjedan zbog reakcija publike na testnim prikazivanjima. CIS Visual Effects Group, jedna od tvrtki za vizualne efekte, doprinijela je s lažnim foršpanom Scorcher VI i dvadeset dodatnih kadrova za DVD izdanje. Kako bi se filmu dodalo humorne crte, neke su eksplozije i nesreće uljepšane kako bi izgledale ekstremnije nego što zapravo jesu. Supervizor specijalnih efekata Michael Fink osvrnuo se na preuveličane eksplozije: "Uistinu smo se trudili kako bi sekvenca pada helikoptera izgledala stvarno. Ben je bio odlučan po tom pitanju, ali smo u isto vrijeme htjeli da eksplozija bude velika. Kad vidite da udara o zemlju, izgleda da je bio pun benzina! Ista stvar je bila s Benovim likom narednika, koji umalo ne presreće ručnu granatu... Ja sam bio u vojsci tri godine i nijedna ručna granata ne bi izazvala takvu eksploziju... Ali bio je to veliki dramatični trenutak i izgleda zbilja super... i izgleda nekako realno."

## Lažni foršpani
Prije filma prikazano je nekoliko lažnih foršpana, na sličan način na koji je to odrađeno u Grindhouseu 2007. Reklama prikazuje Jacksonov lik kako promovira svoja nova dva proizvoda: energetsko piće "Booty Sweat" i slatkiše "Busk-A-Nut". Prvi foršpan prikazuje posljednji film Tugga Speedmana, Scorcher VI: Global Meltdown, nasilni akcijsko-pustolovni film. Drugi je foršpan za film Jeffa Portnoya, The Fatties: Fart 2, koji se izruguje višestrukim ulogama Eddieja Murphyja u filmovima kao što je Luckasti profesor. U posljednjem foršpanu, nazvanom Satan's Alley, pojavljuju se Kirk Lazarus i Tobey Maguire (u cameo ulozi samog sebe) kao dvojica homoseksualnih svećenika u samostanu u 18. stoljeću, parodija filmova kao što su Planina Brokeback i Zlatni dečki. Od ta tri foršpana, Satan's Alley je za Stillera bio najlakši za snimanje. Posluživši kao zamjena u posljednji trenutak, Maguire je bio jedini dostupan na dva sata za snimanje scena iz foršpana. U kasnijem osvrtu na lažne foršpane, na kraju filma otkriva se kako je Maguire jedan od glumaca nominiran za Oscar za najboljeg glumca, kojeg gubi od Speedmana.

## Promocija
Foršpan filma objavljen je u travnju 2008. Calgary Herald ocijenio ga je s 3/5, uz komentar: "Ovo bi moglo biti dobro ili vrlo, vrlo loše." Foršpan je osvojio nagradu Zlatni foršpan kao "Najbolji humoristični foršpan" na 9. dodjeli nagrada.

### Pojavljivanja
Stiller, Black i Downey, Jr. pojavili su se u sedmoj sezoni Američkog idola u skeču (kojeg su sami financirali u dobrotvorne svrhe) kao The Pips nastupivši s Gladys Knight koristeći njezin arhivski materijal. Trojica glumaca kasnije su nastupila u skeču na dodjeli MTV-jevih filmskih nagrada u kojem su pokušavali osmisliti uspješan interaktivni video za promociju filma, s čudnim ishodom.
Između travnja 2008. i komercijalnog objavljivanja filma u kolovozu 2008., film je doživio više od 250 promotivnih prikazivanja. 3. kolovoza 2008. Stiller, Black i Downey su posjetili Camp Pendleton, kalifornijski kamp za obuku marinaca, kako bi predstavili film pred više od tisuću vojnika i njihovih obitelji. Prihod s prikazivanja išao je za United Service Organizations, a uključivao je odlazak glumaca na prikazivanje helikopterom i Humveejema. 8. kolovoza 2008. emitirano je specijalno izdanje dokumentarne serije E! True Hollywood Story o snimanju Tropske grmljavine. U videoigrama, tematska igra potrage inkorporirana je u videoigru Tom Clancy's Rainbow Six: Vegas 2, a Stiller je dao odobrenje za korištenje svoga lika u internetskoj igrici temeljenoj na filmu koja se distribuirala preko Facebooka.
U rujnu 2008., Stiller i Downey, Jr. posjetili su Međunarodni filmski festival u San Sebastianu kako bi promovirali film. Film je prikazan, ali nije izabran u konkurenciju s drugim filmovima s festivala. Stiller je izjavio, "Naš se poster za film baš i ne uklapa. Ali ne vidim razloga zašto komedija ne bi bila dio festivala."

### Lažne web stranice i lažni dokumentarac
Kreirano je nekoliko lažnih internetskih stranica za glavne likove i neke za njihove prijašnje uloge. Stranica za Glupog Jacka, lažni film prikazan unutar filma, uklonjena je od strane DreamWorksa 4. kolovoza, zbog protesta zastupnika skupina mentalno retardiranih. Osim toga, druge promotivne internetske stranice kreirane su za "Make Pretty Skin Clinic", izmišljenu tvrtku koja je izvela operaciju Kirka Lazarusa, zajedno s onom za energetsko piće "Booty Sweat".
Sredinom srpnja 2008. objavljen je lažni foršpan za lažni dokumentarac Rain of Madness. Dokumentarac je bila parodija Hearts of Darkness: A Filmmaker's Apocalypse, dokumentarca o snimanju Apokalipse danas. Prati koscenarista Justina Therouxa u ulozi izmišljenog dokumentarista Jana Jürgena koji dokumentira aspekte snimanja filma unutar filma. Lažni dokumentarac uključivao je filmski poster i službenu stranicu, a sve je objavljeno prije Tropske grmljavine.

### Energetsko piće
Kao priključak objavljivanju filma, Paramount Pictures je najavio kako će promovirati energetsko piće poznato kao "Booty Sweat" koje se pojavilo u filmu. Energetsko piće bilo je prvi proizvod objavljen zajedno s objavljivanjem filma, kao što se drugi fiktivni proizvodi obično objavljuju prije ili nakon što se film prestao prikazivati u kinima. Michael Corcoran, predsjednik potrošačkih proizvoda Paramounta, komentirao je proizvodnju pića: "Koliko je meni poznato, ovo nikad prije nije bilo napravljeno. Bili smo vrlo uzbuđeni jer ima potencijal živjeti neko vrijeme, daleko iza premijere filma." Piće je oglašavano u sveučilišnim knjižarama, na Amazon.com i drugim trgovinama.

## Premijera

### Kino distribucija
Film je premijeru doživio 11. kolovoza 2008. u Mann Village Theatreu u Westwoodu u Kaliforniji, dva dana prije početka kino distribucije. Članovi nekoliko skupina mentalno retardiranih prosvjedovali su prije premijere, protestirajući zbog prikaza mentalne retardacije u filmu. Skupine su otkrile kako im je to prvi put da moraju prosvjedovati zajedno na nekom događaju. Zbog prosvjeda je onemogućen inače neometani pogled na crveni tepih; na premijeri su podignute tri metra visoke ograde, a povećan je i broj zaštitara. Kad je film u rujnu 2008. premijerno prikazivan u Ujedinjenom Kraljevstvu, nije bilo prosvjeda.
Datum sjevernoameričke premijere filma isprva je bio 11. srpnja 2008., ali je pomaknut na 15. kolovoza, a nakon toga dva dana ranije, na 13. kolovoza. Zbog pomaka premijere, 20th Century Fox je premijeru svoje obiteljske komedije Nemogući Dave premjestio na datum iz srpnja originalno zakazan za Tropsku grmljavinu. Datum premijere poklopio se prvim vikendom prikazivanja filmova Zvjezdani ratovi: Ratovi klonova i Zrcala. Studiji su smatrali kako će se treći tjedan kolovoza pokazati kao financijski neisplativiji od ranog ljeta zbog povratka učenika u školu. No, komedije Junfer u četrdesetoj (2005.) i Superbad (2007.) objavljene sredinom kolovoza postigle su zadovoljavajući uspjeh na kino blagajnama. Reagirajući na datum premijere Tropske grmljavine, Rob Moore, potpredsjednik Paramounta, izjavio je: "Ako ste mlada osoba na kraju ljeta, želite nešto čime ćete se zabaviti i zaboraviti da morate natrag u školu. Što je bolje od lude komedije?"

### Recenzije
Film je popraćen uglavnom pozitivnim recenzijama. Prema podacima od 6. siječnja 2009. na Rotten Tomatoesu, 83 posto kritičara od njih 211 film je ocijenilo pozitivno, uz prosječnu ocjenu od 7,1/10. Na Metacriticu postotak pozitivnih recenzija iznosi 71/100 na temelju 39 recenzija najutjecajnijih kritičara.
Nakon novinarske premijere filma u travnju 2008., Michael Cieply iz The New York Timesa izjavio je kako se film "...pokazuje kao jedan od DreamWorksovih najboljih izdanaka za ljeto." Claudia Puig iz USA Today film je ocijenila pozitivno, napisavši, "Postoji nekoliko urnebesno smiješnih scena, nekoliko olovnih dok su ostale razbacane, dok humorna satira podcrtava opću strahotu. Ipak, kad je smiješan, stvarno je smiješan."
Lažni foršpani koji prethode filmu izazvali su jednaku pozornost kritičara kao i sam film. David Ansen iz Newsweeka pohvalio je foršpane, napisavši "Tropska grmljavina je najsmješniji film ljeta - tako smiješan, zapravo, da se počnete smijati prije nego što je film uopće počeo." Robert Wilonsky iz The Village Voicea bio je kritičan, rekavši da foršpani "... pripadaju u zemlju očitog, lakonskog hihotanja."
Članovi glumačke postave pobrali su različite ocjene kritičara. Robert Downey, Jr. hvaljen je od strane mnogih kritičara, uz tvrdnje da je "ukrao film", bio "... urnebesno smiješan...", i da će među gledateljima to biti "njegova najomiljenija uloga". Sara Vilkomerson hvalila je ulogu Toma Cruisea kao "... nevjerojatno smiješnu i iznenađujuću sporednu izvedbu." Logan Hill iz New Yorka nije dijelio njeno mišljenje o Cruiseovu cameo pojavljivanju, rekavši kako ga "... čini pomalo izgubljenim i gotovo patetičnim - psuje i govori žargonom pokušavajući privući mlađu publiku koja ga je napustila."
Nekoliko kritičara komentiralo je kontroverze oko rečenica u filmu o mentalno zaostalima. Christian Toto iz The Washington Timesa usprotivio se opoziciji: "Tropsku grmljavinu napadaju posebne skupine zbog... česte upotrebe riječi 'retard' ('zaostao'), ali publika koja je sposobna za razlučivanje shvatit će na što je humor usmjeren. I smijat će se tako jako da uopće neće primijetiti uvredu." Kurt Loder s MTV-a usprotivio se prozivkama u vezi Downeyjeve uloge Afroamerikanca: "Scena u kojoj se Alpa Chino ruga Lazarusovu crnačkom govoru uspoređujući ga sa stihovima teme Jeffersonovih je smiješno; ali ona u kojoj Lazarus potiho objašnjava Speedmanu kako je njegov lik iz Glupog Jacka propao jer se radi o potpuno retardiranom liku - umjesto da ga je omekšao dosjetljivošću u stilu Forresta Gumpa - potpuno je točno, oduzima vam dah." Duane Durek iz Milwaukee Journal Sentinela napisao je da je film "... jednostavno dovoljno zreo da bi nas uvrijedio. I iako je isto tako smiješan, u njemu nema empatije ili suosjećanja što nas tjera da se zapitamo zašto se smijemo."
Recenzija Todda McCarthyja iz Varietyja bila je kritična: "Na stranu iznenadni komični trenuci u izvedbi Roberta Downeyja Jr. i Toma Cruisea, šale u filmu su prilično tanke, suvišne i jeftine." Rick Groen iz The Globe and Mail film je oslikao negativnim tonovima, nazvavši ga "uvredom u ruhu komedije - gledanje filma je kao da vas opljačka klaun." J.R. Jones iz Chicago Readera izjavio je: "Ostatak filma nije tako smiješan kao njegov početak, djelomično zbog produkcije velikih razmjera koja guši skečeve, ali uglavnom zato što se ti skečevi daju lako ugušiti."

### Zarada
Stacey Snider, izvršna direktorica DreamWorksa, sugerirala je da će film u prvom vikendu prikazivanja zaraditi oko 30 milijuna dolara i postati uspješan kao Borat: učenje o amerika kultura za boljitak veličanstveno država Kazahstan 2006., koji je u Americi ostvario zaradu od 129 milijuna dolara, a u ostatku svijeta dodatnih 260 milijuna. Bob Thompson, novinar National Posta, nagađao je kako će film s trona skinuti Viteza tame koji je bio broj jedan četiri tjedna prije objavljivanja Tropske grmljavine. Na popisu sastavljenom prije ljetnih filmskih izdanja, Entertainment Weekly je predvidio da će film biti deseti najunosniji film ljeta sa 142,6 milijuna dolara.
Tropska grmljavina počela se prikazivati u 3.319 kina i u prvih pet dana prikazivanja u Americi zaradila 36.845.588 dolara. Film je zasjeo na prvo mjesto zarade u prvom vikendu prikazivanja, nadmašivši Zvjezdane ratove: Ratove klonova i Zrcala, koji su također objavljeni istog vikenda. Film je i okončao četverotjednu dominaciju Viteza tame kao najuspješnijeg filma u američkim kinima.  Reagirajući na početnu zaradu filma, glasnogovornik DreamWorksa Chip Sullivan izjavio je: "Iskreno, oduševljeni smo. Ispalo je baš onako kako smo se nadali." Na stranim tržištima, film je u prvom vikendu prikazivan na 418 lokacija u Rusiji i 19 njih u Ujedinjenim Arapskim Emiratima zaradivši 2,2 milijuna i 319.000 dolara.
Film je ostao na prvom mjestu po uspjehu na kino blagajnama još dva tjedna, čime je postao drugi film iz 2008. (nakon Viteza tame) koji je držao prvu poziciju više od dva vikenda zaredom. Film je na vrhuncu prikazivan u 3.473 kina, čime je ušao među 25 najširih kino distribucija u SAD-u u 2008. Tropska grmljavina je treći najunosniji film 2008. označen cenzorskim rejtingom R, poslije Seksa i grada i trilera Tražen. Film je u domaćim kinima ostvario zaradu od više od sto milijuna dolara, čime je postao prvi takav film kojeg je Stiller režirao. Grmljavina je isto tako postala Stillerov sedmi, Blackov četvrti i Downeyjev treći film koji je zaradio više od sto milijuna dolara u Americi u kojima su oni nastupili u glavnim ulogama. Prema podacima od 21. prosinca 2008., film je ostvario prihod od 110.461.307 dolara u SAD-u i Kanadi te 77.502.776 dolara na stranim tržištima, odnosno ukupno 187.964.083 dolara.

### Nagrade
"Smiješno mi je da je to uloga tipa koji je u biti kreten u lovu na Oscare ... Njegova čitava motivacija su Oscari ... Ironija je srodna s gotovo svim što se događa."

Prije objavljivanja Tropske grmljavine, njezin foršpan je osvojio Zlatni foršpan za "Najbolji humoristični foršpan". U listopadu 2008., Paramount Pictures je odlučio uložiti nešto sredstava za promociju Roberta Downeyja Jr. kako bi bio nominiran za Oscar za najboljeg sporednog glumca. U studenom 2008. u izdanju Entertainment Weeklyja, Downeyjeva uloga proglašena je jednom od tri koje će se natjecati za najboljeg sporednog glumca. Kao način produžetka film u filmu "svemira" u stvarni život, otvorene su bar dvije internetske stranice koje promoviraju Downeyjev lik, Kirka Lazarusa, za konkurenciju u izboru najboljeg sporednog glumca; jedna od njih sadrži "scene" iz Satan's Alley koje nisu bile u foršpanu koji je objavljen u kinima.
22. siječnja 2009., Akademija filmskih umjetnosti i znanosti nominirala je Downeyja za najboljeg sporednog glumca. Na 81. dodjeli Oscara, Downey je izgubio od Heatha Ledgera.
Uz početak godišnje hollywoodske sezone nagrada krajem 2008., Tropska grmljavina počela je ubirati nominacije i nagrade počevši s pobjedom za "Hollywoodsku komediju godine" na 12. Hollywoodskom filmskom festivalu 27. listopada 2008. Film je bio nominiran za najbolji film - komedija ili mjuzikl, za Nagradu Satellite. Osim toga, Downey, Jr. je zaradio nominaciju za najboljeg sporednog glumca. 9. prosinca svoje je nominacije objavilo Udruženje televizijskih, radijskih i internetskih filmskih kritičara (tzv. Critic's Choice); Tropska grmljavina nominirana je za najbolju komediju, a Downey, Jr. za najboljeg sporednog glumca. 11. prosinca Udruženje hollywoodskih stranih novinara nominiralo je Downeyja i Toma Cruisea za Zlatni globus za najboljeg sporednog glumca. Društvo filmskih kritičara Bostona dodijelilo je nagradu za najbolju glumačku postavu, dok je Ceh američkih filmskih i televizijskih glumaca nominirao Downeyja za najboljeg sporednog glumca.

### Kućna izdanja
Tropska grmljavina je 18. studenog 2008. objavljena na DVD-u u SAD-u, tri mjeseca nakon premijere i tjedan nakon završetka kino distribucije u SAD-u. Film je 26. siječnja 2009. objavljen na kućnim medijima i u Ujedinjenom Kraljevstvu. Specijalni dodaci uključuju necenzuriranu verziju filma, audio komentare (uključujući jedan Roberta Downeyja kao Lincolna Osirisa, što je šala koja se odnosi na onu iz filma), nekoliko kratkih filmova, izbačene scene, alternativni završetak i lažni dokumentarac Rain of Madness.
Film je u prvom tjednu distribucije zasjeo na vrh nekoliko video ljestvica. Dosegnuo je drugu poziciju na Nielsen VideoScan First Alert ljestvici i Nielsen's Blu-ray ljestvici (oboje iza WALL-E-a), zaradivši 31.620.266 dolara (ne uključujući Blu-ray prodaju). Posudbama je zauzeo prvu poziciju na ljestvici Home Media Magazinea. Prema podacima od 21. prosinca, DVD je ostvario ukupni prihod od 52.737.325 dolara, čime je zauzeo 25. poziciju najprodavanijih DVD izdanja 2008.

## Kontroverze
Tropska grmljavina izazvala je kontroverze među skupinama za prava retardiranih osoba. Internetska stranica za Simple Jack (Glupi Jack), lažni film prikazan u filmu, povučena je 4. kolovoza nakon prosvjeda nekoliko skupina zbog prikaza mentalne retardacije, koju skupine za zaštitu retardiranih osoba nazivaju "intelektualnim nesposobnostima". Glasnogovornik DreamWorksa je rekao: "Saslušali smo njihove zabrinutosti i shvaćamo da su izvučene iz konteksta, da je stranica nesenzibilna prema osobama s nesposobnostima." Koalicija više od 22 skupine za zaštitu osoba s posebnim potrebama prigovarala je zbog opetovanog korištenja riječi "retard" ("zaostao"), koju su zastupnici skupina nazivali "riječ na R" zbog njezinih negativnih konotacija. DreamWorks je isprva pregovarao sa skupinama za zaštitu o posebnom prikazivanju filma na kojem bi se odlučilo je li film uvredljiv. No prikazivanje je odgođeno za dan same svjetske premijere 11. kolovoza umjesto na 8. kolovoza. Nakon što je nekim predstavnicima zaštitnih skupina privatno prikazan film, prosvjedovali su ispred dvorane u kojoj se film premijerno prikazivao. Timothy Shriver, predsjednik Specijalne Olimpijade, izjavio je: "Ova se populacija previše bori s osnovnim zahtjevima da bi se borila s Hollywoodom. Šaljemo poruku da ovaj govor mržnje više nije prihvatljiv."
Zastupnici skupina za zaštitu mentalno retardiranih koji su vidjeli film prije premijere rekli su kako je uvredljivi odnos prema osobama s mentalnom retardacijom prisutan tijekom cijelog filma. Zastupnici su poticali ljude da ne idu gledati film, tvrdeći kako je ponižavajući prema osobama s mentalnom retardacijom i da će potaknuti maloljetničko nasilje. Stiller je branio film, izjavivši: "Prikazali smo film toliko puta i to se pitanje pojavilo tek na kraju... Film govori o glumcima i umišljenosti. Mislim da je kontekst filma prilično jasan." Koscenarist Etan Coen je ustvrdio, "Neki su to ljudi shvatili kao izrugivanje hendikepiranih osoba, ali mi smo se ustinu trudili učiniti smiješnima glumce koji koriste ovaj materijal za vlastito priznanje." Dodao je kako se film izruguje glumcima kao što su Dustin Hoffman i Tom Hanks, koji su portretirali mentalno retardirane junake u Kišnom čovjeku i Forrestu Gumpu. Glasnogovornik DreamWorksa nije izravno odgovorio na kritike, rekavši da je film "... komedija s R-rejtingom koja satirizira Hollywood i njegove ekscese, ističući poantu sudjelovanjem neadekvatnih i ekscentričnih glumaca u smiješnim situacijama." Zbog prosvjeda je promijenjena promocija filma, ali nijedna scena nije izrezana. Zbog kontroverzi na redateljevoj verziji filma na DVD izdanju (ne na Blu-rayu) postoji obavijest kojom se kritizira korištenje riječi "retard".

## Soundtrack
Soundtrack i album s originalnom glazbom Tropske grmljavine objavljeni su 5. kolovoza 2008., tjedan prije premijere filma. Na soundtracku se nalaze pjesme The Temptations, MC Hammera, Creedence Clearwater Revivala, Edwina Starra i drugih glazbenika. Singl "Name of the Game" The Crystal Method s Ryuom bio je eksluzivni remiks na soundtracku. Pet pjesama, "North American Scum" LCD Soundsystema, "Sympathy for the Devil" The Rolling Stonesa, "For What It's Worth" Buffalo Springfielda, "Low" Flo Ride i T-Paina te Ludacrisova "Get Back", nisu se našle na soundtracku, iako se pojavljuju u filmu. Originalnu glazbu skladao je Theodore Shapiro, a izvodi je Hollywoodska studijska simfonija. William Ruthman s Allmusica nazvao je glazbu "... nježnom i inteligentnom satirom povijesti hollywoodske glazbe akcijskih filmova, skladanom od strane insajdera."
| 1.  | »Name of the Game (The Crystal Method's Big A** T.T. Mix)« | The Crystal Method           | 5:11 |
| 2.  | »Ball of Confusion (That's What the World Is Today)«       | The Temptations              | 4:08 |
| 3.  | »Run Through the Jungle«                                   | Creedence Clearwater Revival | 3:05 |
| 4.  | »Sadeness (Part I)«                                        | Enigma                       | 4:13 |
| 5.  | »U Can't Touch This«                                       | MC Hammer                    | 4:14 |
| 6.  | »Ready Set Go«                                             | Ben Gidsjoy                  | 5:00 |
| 7.  | »I Just Want to Celebrate«                                 | The Mooney Suzuki            | 3:51 |
| 8.  | »I'd Love to Change the World«                             | Ten Years After              | 3:43 |
| 9.  | »The Pusher«                                               | Steppenwolf                  | 5:48 |
| 10. | »Movin' on Up«                                             | Ja'net Du Bois               | 1:08 |
| 11. | »Frankenstein«                                             | The Edgar Winter Group       | 4:45 |
| 12. | »Sometimes When We Touch«                                  | Dan Hill                     | 4:08 |
| 13. | »War«                                                      | Edwin Starr                  | 3:47 |
| 14. | »I Love Tha Pussy«                                         | Brandon T. Jackson           | 3:23 |

## Vanjske poveznice
- Službena stranica  Arhivirana inačica izvorne stranice od 16. prosinca 2008. (Wayback Machine)
- Tropska grmljavina u internetskoj bazi filmova IMDb-a
- Tropska grmljavina na Rotten Tomatoes
- Tropska grmljavina na Box Office Mojo